# Aleksandr Kostoglod
Aleksandr Kostoglod (em russo:  Александр Викторович Костоглод, Rostov do Don, Rostov, 31 de maio de 1974) é um velocista russo na modalidade de canoagem.

## Carreira
Foi vencedor da medalha de prata em C-2 1000 metros em Atenas 2004, junto com o seu colega de equipa Aleksandr Kovalyov.
Foi vencedor da medalha de prata em C-2 500 metros em Pequim 2008, junto com o seu colega de equipa Sergey Ulegin.
Foi vencedor da medalha de bronze em C-2 500 metros em Atenas 2004, junto com o seu colega de equipa Aleksandr Kovalyov.